# نیوبریج، کرفیلی
نیوبریج (به انگلیسی: Newbridge) یک شهرک در ولز است که در شهرستان مستقل کرفیلی واقع شده‌است. نیوبریج ۶٬۵۰۹ نفر جمعیت دارد.